# Cân móc hàm

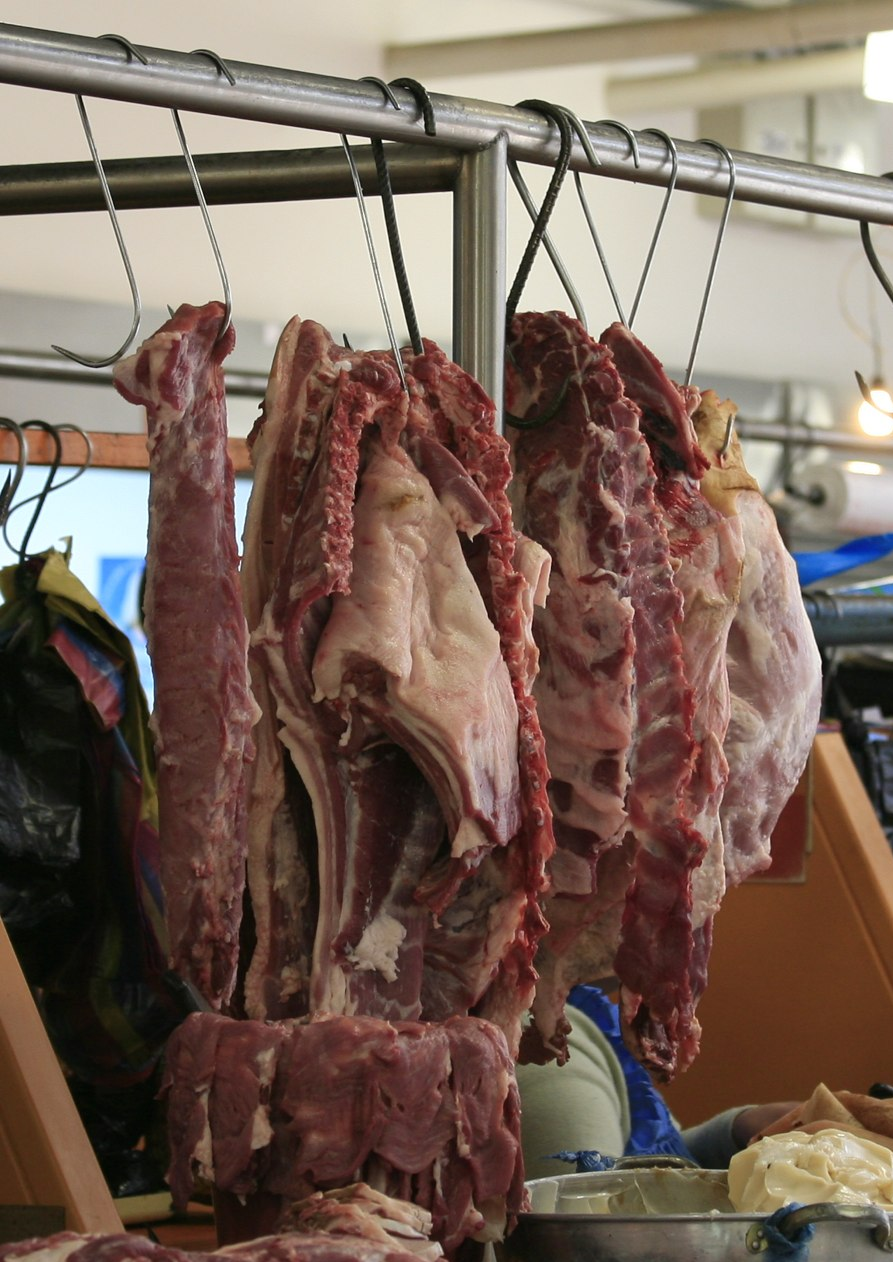
Hai con lợn móc hàm

Cân móc hàm hay còn gọi là khối lượng giết mổ (Dressed weight) là đơn vị cân để tính khối lượng của gia súc khi đã giết thịt, không bao gồm lòng, lông và tiết (do đã được tách bỏ riêng khi giết mổ động vật, trong đó lông được bỏ đi, tiết và lòng được giữ lại để chế biến riêng, sau khi đã làm sạch), cân móc hàm chính là khối lượng thịt xẻ của gia súc sau khi đã chọc tiết, làm lông, bỏ hết nội tạng. Tương tự như vậy với thịt heo hơi-thịt heo móc hàm, thịt bò hơi-thịt bò móc hàm và các loại gia cầm. Trong khi đó, cân hơi là khối lượng của toàn bộ gia súc khi còn sống. Cân hơi là cách gọi chỉ việc cân để tính toán khối lượng của gia súc khi còn sống. Ở heo, khi con heo bị giết mổ lợn, làm thịt, thì gọi là thịt heo hơi, khi thịt heo này được lọc bỏ nội tạng thì được gọi là thịt móc hàm, hay thịt treo, sau khi rút tách xương ra và chia thành từng phần gọi là khúc thịt lợn.

## Thuật ngữ

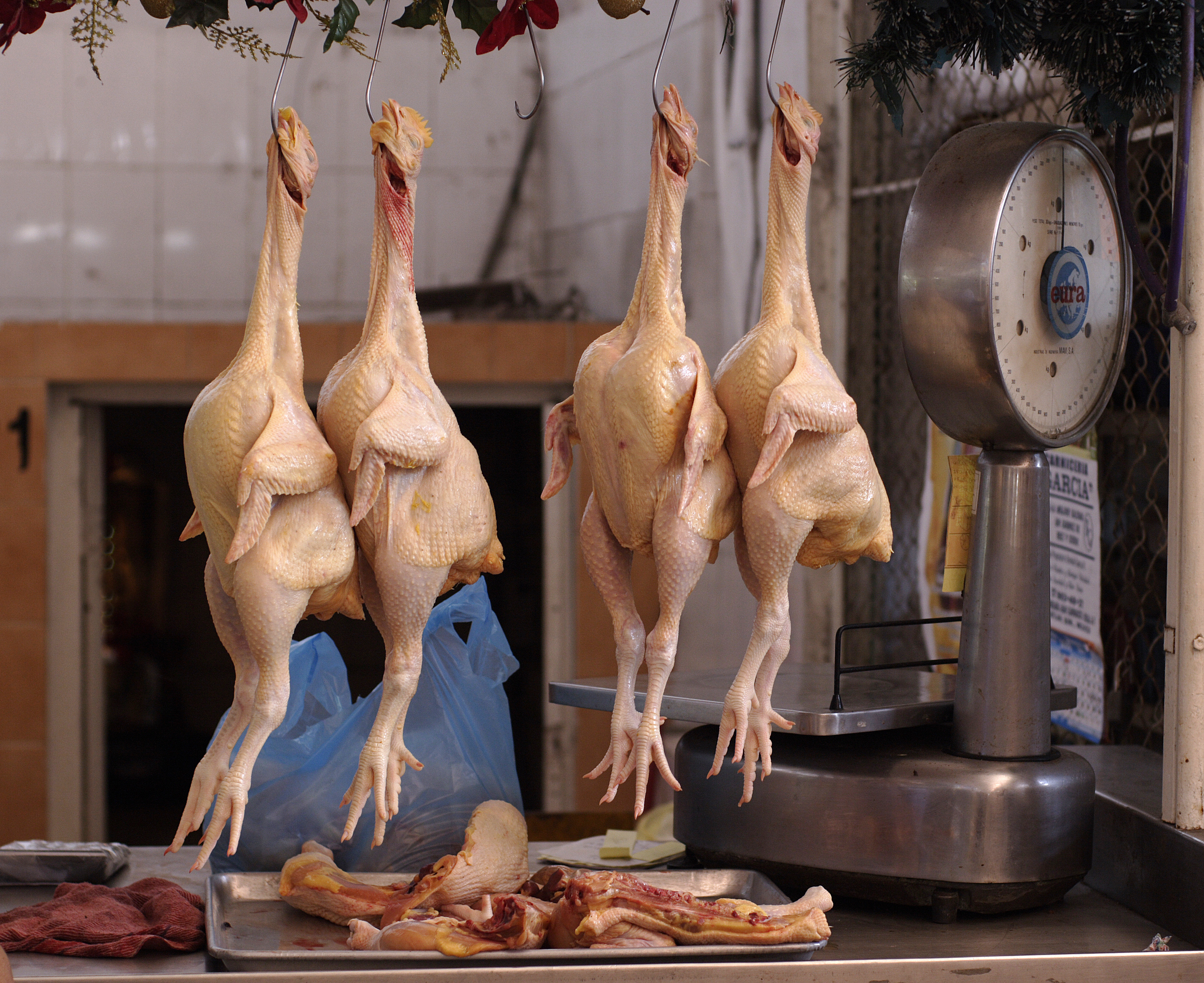
Thịt gà móc hàm

Cân hơi và cân móc hàm là hai từ định danh dựa vào quan sát trực quan, vừa cụ thể, vừa sinh động, lại dễ hiểu và dễ nhớ. Hiểu theo dân gian không nên hiểu cân móc hàm tức là móc cái cân vào hàm con lợn để giết thịt là vừa đúng vừa chưa đúng. Đúng về mặt logic hình thức nhưng sẽ chưa đúng theo cách hiểu bản chất của công việc cân đo. Cân móc hàm và cân hơi rất quen thuộc với nhà nông, nhất là những người trực tiếp chăn nuôi và những người làm công việc cung ứng thực phẩm như mua bán, giết mổ gia súc, phục vụ cho nhu cầu thị trường. Thuật ngữ móc hàm là từ tượng hình, chỉ mỏ cân được móc vào hàm (phần xương ở vùng miệng, có chức năng cắn, giữ và nhai thức ăn). Dù mắc vào cổ hay cằm, thì hàm lợn vẫn là vị trí chịu trọng lực khi cân.
Trước đây, móc hàm chỉ dùng cho cân thăng bằng (chứ không dùng cho cân lò xo-cân đĩa-hay cân điện tử hiện đại ngày nay). Thông thường, khi làm thịt xong, người ta dùng mỏ cân móc vào phía đầu lợn kéo cao lên (sao cho chân lợn không chạm đất) để cân. Cân hơi được áp dụng khi con vật còn sống, dấu hiệu sống rõ nhất thể hiện qua dấu hiệu lâm sàng (quan sát trực tiếp) là con vật còn đang thở. Hơi chính là lượng không khí hít vào, thở ra trong một nhịp thở. Lợn thở phì phò càng tốt, lợn thở yếu, thậm chí thoi thóp cũng được nhưng nếu mà lợn ngừng thở thì không mua vì người ta sẽ coi là lợn chết và sẽ chẳng có ai bắc lên cân để tính cân hơi nữa cả. Các khái niệm này áp dụng cho mọi gia súc nói chung, nhưng phổ biến là dùng cho lợn (heo).
Ngày nay cân móc hàm còn áp dụng cho cả hổ, một điều tra về nạn săn hổ để lấy thịt và cao cho biết có thời điểm giá thịt hổ móc hàm là 2 triệu đồng/kg thì một con hổ 200 kg chỉ mua với số tiền khoảng 400 triệu đồng. Tại Hà Nội, giá 1 kg thịt hổ móc hàm (đã lấy hết nội tạng) vào khoảng 4 triệu đồng. Xương hổ có giá khoảng 35-40 triệu đồng/kg, tùy thuộc hổ to hay hổ nhỏ. Hổ càng to, càng già thì càng có giá. Ở Muang Thong, giá hổ móc hàm (làm sạch lòng và nội tạng) là 3,3 triệu/kg, giao tận nơi (Nghệ An, Hà Tĩnh, Quảng Bình), nếu giao hàng ở Hà Nội, giá là 4 triệu, con 1 tạ rưỡi thì khoảng 11 kg lòng và nội tạng, được 15-16 cân xương tươi, nếu hổ đẻ 3 lần rồi thì có khoảng khoảng 12–13 kg lòng. Móc hàm khoảng gần tạ rưỡi, hổ già, xương mới tốt, hổ 3-4 năm thì xương không nặng.
Cân móc hàm là một khái niệm định danh trên cơ sở mô phỏng một cách cân mà dân gian Việt Nam thường thực hiện trước đây và hiện nay cũng vẫn sử dụng. Thịt lợn hơi (Thịt heo hơi) là khối lượng toàn bộ con lợn còn sống, hay heo nguyên con, hiểu theo cách đơn giản nhất thông qua cách người ta cân lợn, khi các lái buôn lợn đến nhà người dân muốn bán, họ sẽ cân nguyên con lợn còn sống, khi đó khối lượng của con lợn sau khi cân được sẽ gọi là cân hơi, hiểu theo cách là cân khi con lợn vẫn còn thở cũng được. Thịt lợn móc hàm là khối lượng của con lợn sau khi đã chọc tiết, làm lông, bỏ hết lòng. Cách tính heo hơi khi không có cân thì nhiều lái buôn lợn có kinh nghiệm chỉ cần nhìn qua đã có thể ước lượng được cân hơi của lợn. Tuy nhiên con số này cũng không chính xác.
Trong tiếng Anh, cân móc hàm còn được gọi là Dressed weight còn gọi là khối lượng xác chết (Dead weight) hoặc trọng lượng thân thịt (Carcass weight) là trọng lượng của động vật sau khi bị giết thịt một phần, loại bỏ tất cả các cơ quan nội tạng và đôi khi là đầu cũng như các phần đuôi và chân không ăn được. Thân thịt bao gồm xương, sụn và cấu trúc cơ thể khác vẫn còn gắn liền sau quá trình mổ thịt ban đầu này. Nó thường là một phần nhỏ của tổng trọng lượng của động vật và trung bình là 59% trọng lượng ban đầu đối với gia súc. Đối với lợn, cân móc hàm thường bao gồm da, trong khi hầu hết các động vật móng guốc khác thường không cân móc hàm. Đối với gà chọi thì tính có da nhưng không có lông. Nó có thể được biểu thị bằng phần trăm trọng lượng sống của con vật, khi nó được gọi là tỷ lệ thịt xẻ.

## Mổ khảo sát

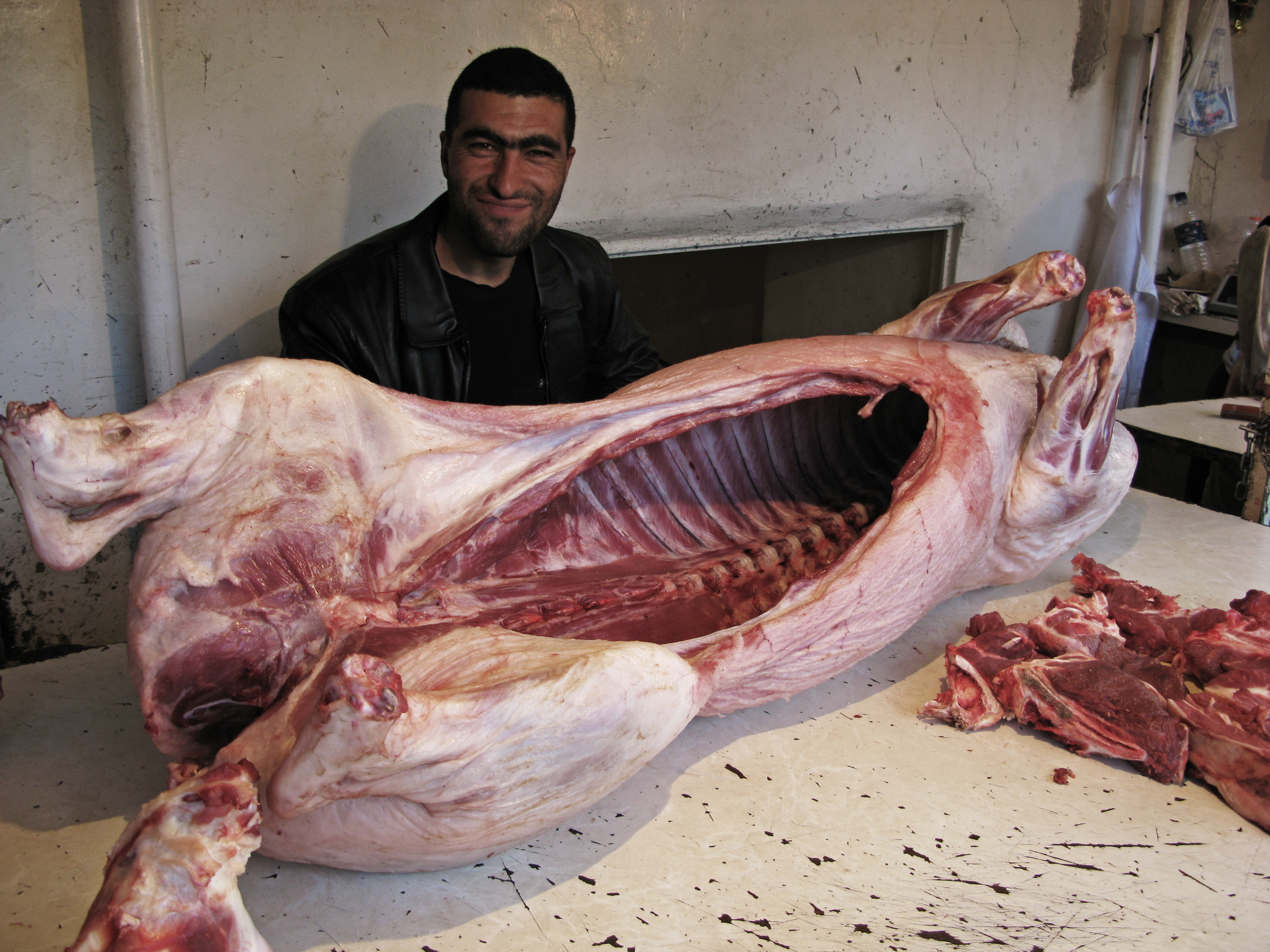
Mổ lợn ở Yerevan, Armenia

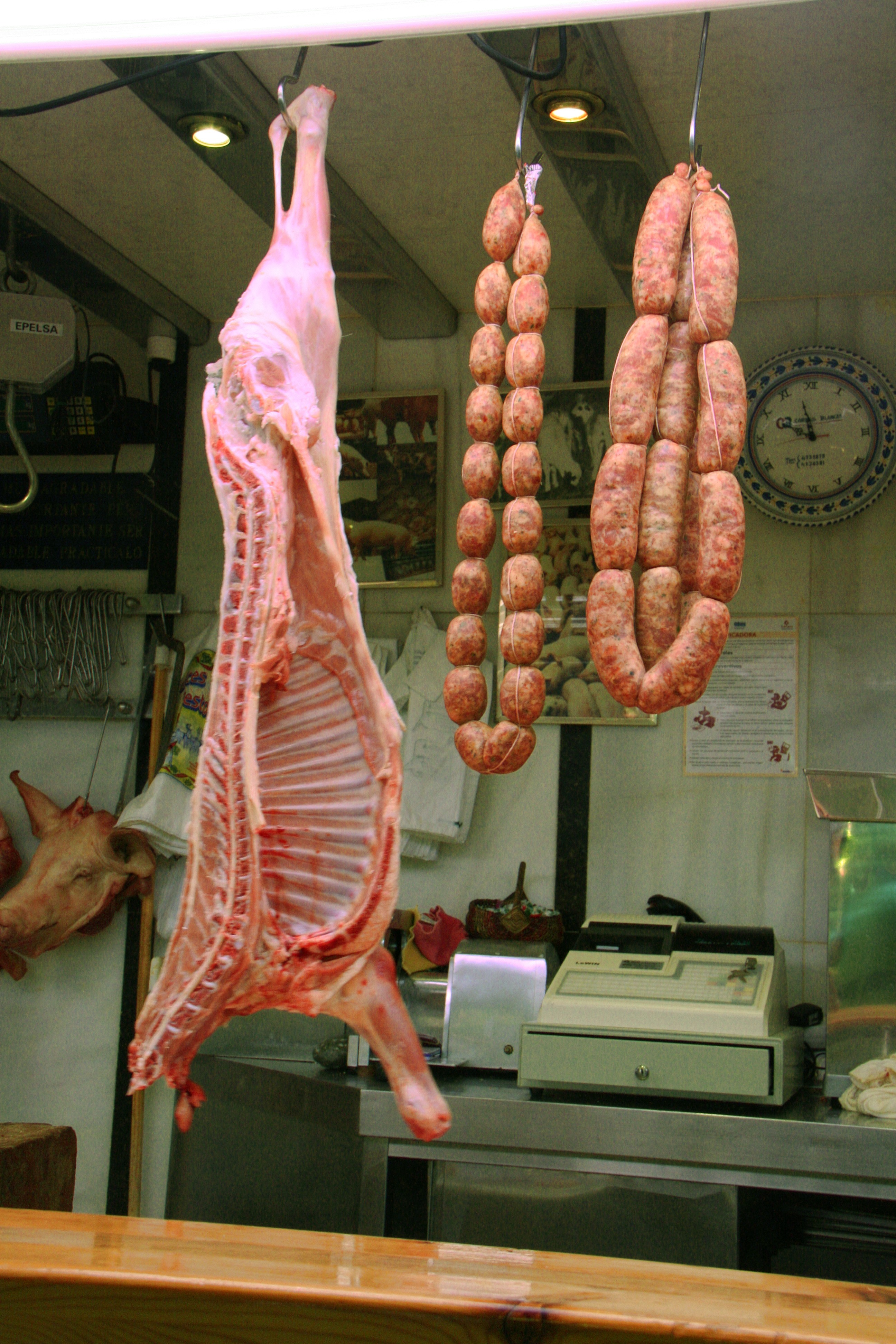
Cân móc hàm ở Chorizos

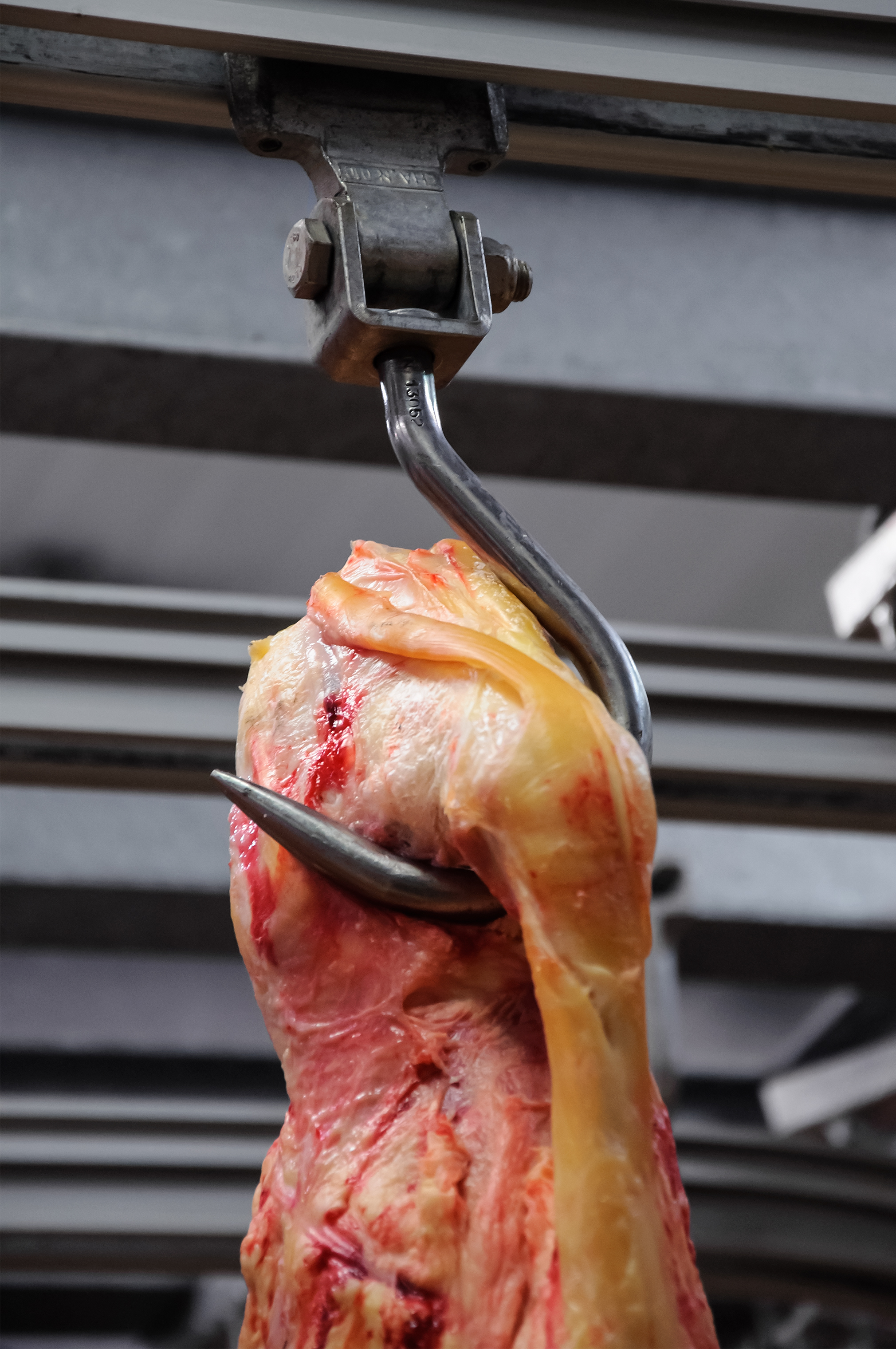
Thịt cá sấu móc hàm

Gia súc (thường là lợn) sau khi chọc tiết, cạo lông, mổ bỏ ruột, người ta liền bắc lên cân để xem trọng lượng thịt chính thức được sử dụng là bao nhiêu, vì so với cân hơi, trọng lượng gia súc sau khi giết mổ, làm sạch là có hao đi. Tùy theo từng con lợn mà tỷ lệ cân móc hàm với cân hơi là khác nhau. Nó phụ thuộc vào giống lợn (lợn ta, lợn lai), trọng lượng (lợn to, lợn nhỏ), tình trạng nuôi vỗ (lợn béo, lợn gầy, lợn no, lợn đói). Thường thì tỉ lệ cân hơi/cân móc hàm dao động trên dưới 80% (100 cân hơi cho 75-80 cân móc hàm). Gia súc càng to thì tỷ lệ hao hụt càng thấp. Tục ngữ có câu “cá cả, lợn lớn” để nói về cái lợi khi sử dụng cá to, lợn to (hao ít, chất lượng tốt hơn) và có khác đôi chút với quy định cân trọng lượng, phân biệt với “mổ khảo sát”.
Mổ khảo sát là thuật ngữ của ngành tiêu chuẩn đo lường: trước khi mổ, lợn phải cho nhịn đói ít nhất 24h. Chứ với người dân hay nhiều lò mổ trong dân chúng, trọng lượng so sánh đơn giản chỉ là tương quan giữa cân hơi và cân móc hàm. Mà cân hơi là cân khi lợn ở thời điểm xuất chuồng. Lúc đó, lợn được người nuôi cho ăn no tới mức tối đa (có con bị nhồi ăn cả nồi cám to đùng). Người nuôi còn hạn chế lợn không đại tiện, đái trước khi cân nữa. Cân thăng bằng (một loại cân treo) sử dụng nguyên lý so sánh khối lượng bằng cách cân trọng lượng của một đối tượng cần cân so với trọng lượng của quả cân (quả cân di chuyển theo cần được đánh số theo vạch quy ước, từ nhẹ đến nặng). Với những con lợn to (và nhất là trâu, bò) thì người ta không chỉ “móc hàm” một lần mà phải xẻ thịt con vật thành nhiều phần sao cho chiếc cân đang dùng không quá tải. Có con vật khi móc hàm phải cân nhiều mã mới xong (“mã cân” là khối lượng được cân trong một lần cân).
Mổ khảo sát phẩm chất thịt lợn nuôi béo là đem mổ theo một quy trình nhất định những con lợn đã kết thúc kiểm tra nuôi béo trong các đợt đánh giá lợn đực giống qua đời sau và lớn đã kết thúc kiểm tra nuôi béo của các công thức lai kinh tế để xem xét phẩm chất thịt của chúng. Trước khi mổ khảo sát phải để lợn nhịn đói 24 giờ, sau đó cân khối lượng sống trước khi mổ khảo sát. Sau đó sẽ chọc tiết, cạo lông, mổ một đường ở giữa dọc theo thân từ cổ qua ngực, bụng tới hậu môn. Lấy hết nội tạng ra, chỉ để lại hai lá mỡ bụng. Cân khối lượng thịt móc hàm. Tính tỷ lệ thịt móc hàm (%) = Khối lượng thịt móc hàm (kg) x 100.
Cắt đầu theo hướng vuông góc với trục dài thân (xem hình vẽ) đi qua điểm giữa xương chẩm và đốt sống cổ thứ nhất (đường cắt A). Cắt 4 chân ở giữa khuỷu đối với chân trước (đường cắt B) và giữa khoeo đối với chân sau (đường cắt C). Bóc mỡ bụng, cắt thân thịt xẻ làm hai phần bằng nhau dọc theo giữa sống lưng. Lấy 1/2 thân thịt bên trái (không có đuôi) để tiếp tục khảo sát. Đo các chỉ tiêu như dài thân thịt: Chiều dài từ điểm trước đốt xương sống cổ đầu tiên đến điểm trước đầu xương lưng. Đo độ dày mỡ ở 3 điểm gồm cổ: Đo ở điểm trên đốt xương sống cổ cuối cùng, Lưng: Đo ở điểm trên đốt xương sống lưng cuối cùng, thân: Đo ở điểm trên đốt xương sống thân cuối cùng, diện tích cơ thăn: Đo ở điểm giữa đốt sống lưng cuối cùng và trước cuối cùng.
Lọc mỡ và da bao quanh các phần thịt xẻ, tránh cắt vào phần thịt nạc và tránh để lại mỡ trên phần thịt nạc. Cân khối lượng mỡ da của các phần thịt xẻ và mỡ bụng (cân chung). Sau khi mổ khảo sát phẩm chất thịt xẻ của lợn được đánh giá theo: Tỷ lệ thịt xẻ, tỷ lệ mỡ, da, tỷ lệ các phần thịt nạc và xương. Lợn có tỷ lệ thịt xẻ cao, tỷ lệ mỡ và da, tỷ lệ các phần thịt nạc và xương lớn ít được đánh giá cao hơn lợn có tỷ lệ thịt xẻ thấp, tỷ lệ thịt nạc và xương nhỏ và tỷ lệ mỡ và da nhiều. Trong các phần thịt nạc và xương thì giá trị của chúng được xếp hạng theo thứ tự Lưng hông; Đùi sau; Cổ, vai; Ngực, đùi trước; Bụng.